# Teen Choice Awards 1999
První Teen Choice Awards se konaly v 1. srpna 1999 v Santa Monice v Kalifornii.

## Účinkující
- Britney Spears – „(You Drive Me) Crazy“ a „Sometimes“
- 'N Sync s Gloriou Estefan – „Music of the Heart“
- Blink-182 – „What's My Age Again“
- Christina Aguilera – „Genie In a Bottle“

## Ocenění
Vítězové jsou označeni tučným písmem a první v pořadí.

### Film
| Herec | Herečka |
| --- | --- |
| Freddie Prinze Jr. jako Zachary „Zack“ Siler ve filmu Taková normální holka - Matt Damon jako Mike McDermott ve filmu Hráči - Giovanni Ribisi jako Pete Cochran ve filmu Parchanti nebo poldové? - Adam Sandler jako Robert „Bobby“ Boucher Jr. ve filmu Velký táta - Ben Stiller jako Ted Stroehmann ve filmu Něco na té Mary je - Ben Affleck jako A. J. Frost ve filmu Armageddon - Ryan Phillippe jako Sebastian Valmont ve filmu Velmi nebezpečné známosti - Will Smith jako Eobert Clayton Dean ve filmu Nepřítel státu | Jennifer Love Hewitt jako Julie James ve filmu Tajemství loňského léta 2: Rok poté - Claire Danesová jako Julie Barnes ve filmu Parchanti nebo poldové? - Kirsten Dunst jako Amber Atkins ve filmu Krása na zabití - Gwyneth Paltrow jako Viola de Lesseps ve filmu Zamilovaný Shakespeare - Christina Ricci jako Dedee Truitt ve filmu Všichni moji muži - Reese Witherspoonová jako Annette Hargrove ve filmu Velmi nebezpečné známosti - Drew Barrymoreová jako Josie Geller ve filmu Nepolíbená - Cameron Diaz jako Mary Jensen ve filmu Něco na té Mary je |
| Dramatický film | Komedie |
| Velmi nebezpečné známosti - Nepřítel státu - Věčný příběh - Říjnové nebe - Městečko Pleasantville - Star Wars: Epizoda I – Skrytá hrozba - Druhá nebo první - Varsity blues | Něco na té Mary je - Deset důvodů, proč tě nenávidím - Kdo s koho - Nepolíbená - Doktor Flastr - Zamilovaný Shakespeare - Taková normální holka - Vodonoš |
| Film léta | Objev roku |
| Velký táta - Austin Powers: Špion, který mě vojel - Notting Hill - Star Wars: Epizoda I – Skrytá hrozba | James Van Der Beek jako Jonathon „Mox“ Moxon ve filmu Varsity blues - Julia Stiles jako Katarina „Kat“ Stratford ve filmu Deset důvodů, proč tě nenávidím - Dougray Scott jako princ Henry ve filmu Věčný příběh - Sarah Polley jako Ronna Martin ve filmu Go - Jake Gyllenhaal jako Homer Hickman ve filmu Říjnové nebe - Jason Schwartzman jako Max Fischer ve filmu Jak jsem balil učitelku - Natasha Lyonne jako Vivian Abromowitz ve filmu Brloh v Beverly Hills - Clea DuVall jako Stokely „Stokes“ Mitchell ve filmu Fakulta                             |
| Nejvíce diskutovaná scéna | Nejvtipnější scéna |
| Cameron Diaz – Něco na té Mary je - Jennifer Love Hewitt –Tajemství loňského léta 2: Rok poté - Devon Sawa – Ruka zabiják - Laura Harris – Fakulta - Henry Winkler – Vodonoš - Keanu Reeves – Matrix - Arnold Vosloo, Patricia Valésquez, Ahroan Ipalé – Mumie - Nicole Kidman – Spalující touha | Matt Dillon a Cameron Diaz – Něco na té Mary je - David Krumholtz – Deset důvodů, proč tě nenávidím - Jay Mohr a Scott Wolf – Go - Reese Witherspoonová a Joan Allen – Městečko Pleasantville - Robin Williams – Doktor Flastr - Natasha Lyonne a Marisa Tomei – Brloh v Beverly Hills - Mike Myers, Seth Green, Verne Troyer – Austin Powers: Špion, který mě vojel |
| Záchvat vzteku | Zamilovaná scéna |
| Sandra Bullock – Živelná pohroma - Leonardo DiCaprio – Celebrity - Joseph Gordon-Levitt – Deset důvodů, proč tě nenávidím - Ewan McGregor – Star Wars: Epizoda I – Skrytá hrozba - Ryan Phillippe – Velmi nebezpečné známosti - Reese Witherspoonová – Kdo s koho - Jason Schwartzman – Jak jsem balil učitelku - Lisa Kudrow – Všichni moji muži | Freddie Prinze Jr. a Rachael Leigh Cook – Taková normální holka - Drew Barrymoreová a Michael Vartan – Nepolíbená - Julia Stiles a Heath Ledger – Deset důvodů, proč tě nenávidím - Tom Cruise a Nicole Kidman – Spalující touha - Reese Witherspoonová a Ryan Phillippe – Velmi nebezpečné známosti - Elizabeth Hurley a Matthew McConaughey – Ed TV - Gwyneth Paltrow a Joseph Fiennes – Zamilovaný Shakespeare - Julia Robert a Hugh Grant – Notting Hill |
| Nejlepší soundtrack | |
| Město andělů - Deset důvodů, proč tě nenávidím - Skandál Bulworth - Válka gangů - Velmi nebezpečné známosti - Fakulta - Lumpíci - Varsity blues | |

### Hudba
| Zpěvák | Zpěvačka |
| --- | --- |
| Ricky Martin - Ginuwine - Jay-Z - R. Kelly - Jordan Knight - Mase - Puff Daddy - Will Smith | Brandy - Christina Aguilera - Mariah Carey - Faith Evans - Lauryn Hill - Monica - Britney Spears - Shania Twain |
| Hudební skupina | Objev roku |
| TLC - 'N Sync - Backstreet Boys - 98 Degrees - Aerosmith - The Goo Goo Dolls - Smash Mouth - TRU | 98 Degrees - 'N Sync - Britney Spears - Eminem - Lauryn Hill - Ja Rule - Jordan Knight - Jennifer Lopez |
| Píseň roku | Album roku |
| „...Baby One More Time“ – Britney Spears - „Doo Wop (That Thing)" – Lauryn Hill - „Genie in a Bottle“ – Christina Aguilera - „I Don't Want to Miss a Thing“ – Aerosmith - „I Want It That Way“ – Backstreet Boys - „Livin' la Vida Loca“ – Ricky Martin - „Man! I Feel Like a Woman!“ – Shania Twain - „Wild Wild West“ – Will Smith | ...Baby One More Time – Britney Spears - Astro Lounge – Smash Mouth - The Boy Is Mine – Monica - FanMail – TLC - Jordan Knight – Jordan Knight - The Miseducation of Lauryn Hill – Lauryn Hill - R. – R. Kelly - Vol. 2... Hard Knock Life – Jay-Z                                       |
| Video roku | Soundtrack roku |
| - „All I Have To Give“ – Backstreet Boys | - Město andělů - Deset důvodů, proč tě nenávidím - Skandál Bulworth - Velmi nebezpečné známosti - Válka gangů - Fakulta - Lumpíci - Varsity blues |
| Zamilovaná píseň | Rapová píseň |
| „I Don't Want to Miss a Thing“ – Aerosmith - „Angel of Mine“ – Monica - „Because of You“ – 98 Degrees - „I'll Never Break Your Heart“ – Backstreet Boys - „Kiss Me“ – Sixpence None the Richer - „Love Like This“ – Faith Evans - „So Anxious“ – Ginuwine - „When You Believe“ – Mariah Carey a Whitney Houston                      | „My Name Is...“ – Eminem - „Get Ready“ – Mase - „Hate Me Now“ – Nas feat. Puff Daddy - „Holla Holla“ – Ja Rule - „Hoody Hooo“ – TRU - „Miami“ – Will Smith - „Nigga What, Nigga Who“ – Jay-Z - „Wild Wild West“ – Will Smith                                                             |
| Píseň léta | Nejlepší videoklip |
| „If You Had My Love“ – Jennifer Lopez - „All Star“ – Smash Mouth - „Beautiful Stranger“ – Madonna - „Genie in a Bottle“ – Christina Aguilera - „Hate Me Now“ – Nas feat. Puff Daddy - „I Want It That Way“ – Backstreet Boys - „Livin' la Vida Loca“ – Ricky Martin - „Wild Wild West“ – Will Smith                                  | „All I Have to Give“ – Backstreet Boys - „...Baby One More Time“ – Britney Spears - „Genie in a Bottle“ – Christina Aguilera - „I Want It That Way“ – Backstreet Boys - „Livin' la Vida Loca“ – Ricky Martin - „My Name Is“ – Eminem - „No Scrubs“ – TLC - „Wild Wild West“ – Will Smith |

### Televize
| Herec | Herečka |
| --- | --- |
| Joshua Jackson jako Pacey Witter v seriálu Dawsonův svět - Joseph Gordon-Levitt jako Tommy Solom v seriálu Takoví normální mimozemštané - Barry Watson jako Matt Camden v seriálu Sedmé nebe - David Boreanaz jako Angel v seriálu Buffy, přemožitelka upírů - James Van Der Beek jako Dawson Leery v seriálu Dawsonův svět - Noah Wyle jako Dr. John Carter v seriálu Pohotovost - Scott Foley jako Noel Crane v seriálu Felicity - Scott Wolf jako Bailey Salinger v seriálu Správná pětka | Sarah Michelle Gellar jako Buffy Summers v seriálu Buffy, přemožitelka upírů - Jennie Garth jako Kelly Taylor v seriálu Beverly Hills 90210 - Katie Holmes jako Joey Potter v seriálu Dawsonův svět - Keri Russell jako Felicity Porter v seriálu Felicity - Brandy Norwood jako Moesha Mitchell v seriálu Moesha - Neve Campbell jako Julia Salinger v seriálu Správná pětka - Jennifer Love Hewitt jako Sarah Reeves Merrin v seriálu Správná pětka - Melissa Joan Hart jako Sabrina Spellman v seriálu Sabrina – mladá čarodějnice |
| Dramatický seriál | Komediální seriál |
| Dawsonův svět - Takoví normální mimozemštané - Buffy, přemožitelka upírů - Čarodějky - Pohotovost - Felicity - Správná pětka - Akta X | Přátelé - Dharma a Greg - Kutil Tim - Moesha - Sabrina – mladá čarodějnice - Městečko South Park - Zlatá sedmdesátá - Two Guys, a Girl and a Pizza Place |
| Objev roku | |
| - Keri Russell jako Felicity Porter v seriálu Felicity - Rachael Leigh Cook jako Devon v seriálu Dawsonův svět - Meredith Monroe jako Andie McPhee v seriálu Dawsonův svět - Scott Foley jako Noel Crane v seriálu Felicity - Scott Speedman jako Ben Covington v seriálu Felicity - Topher Grace jako Eric Forman v seriálu Zlatá sedmdesátá - Laura Prepon jako Donna Pinciotti v seriálu Zlatá sedmdesátá - Selma Blairová jako Zoe Bean v seriálu Zoe, Duncan, Jack & Jane               | |

### Móda
| Nejhezčí muž | Nejhezčí žena |
| --- | --- |
| Freddie Prinze, Jr. - Matt Damon - David Boreanaz - Ben Affleck - Leonardo DiCaprio - Jordan Knight - Ricky Martin - Will Smith | Jennifer Love Hewitt - Sarah Michelle Gellar - Reese Witherspoonová - Katie Holmes - Drew Barrymoreová - Kirsten Dunst - Keri Russell - Britney Spears |
| Model/ka | Nejlepší komik/komička |
| Tyra Banks - Shalom Harlow - Mali - Sarah McNeily - Rebecca Romijn-Stamos - Kim Smith - Niki Taylor - Tyrese                    | Adam Sandler - Tim Allen - Whoopi Goldberg - Jay Leno - David Letterman - Rosie O'Donnell - Chris Rock - Robin Williams                                |

### Sport
| Atletika: Muž | Atletika: Žena |
| --- | --- |
| Kobe Bryant - Mark McGwire - Michael Jordan - Tiger Woods - Andre Agassi - John Elway - Lennox Lewis - Joe Nieuwendyk | Tara Lipinski - Michelle Kwanová - Lisa Leslie - Mia Hamm - Cynthia Cooper - Steffi Graff - Picabo Street - Kristi Yamaguchi |
| Extrémní atletika: Muž                                                                                                | Extrémní atletika: Žena |
| Shaun Palmer - Tony Hawk - Andy Macdonald - Dave Mirra - Jonny Moseley - Travis Pastrana - Kelly Slater - Danny Way   | Jennie Waara - Megan Abubo - Lisa Andersen - Layne Beachley - Tara Dakides - Dallas Friday - Nikki Stone - Picabo Street     |
| Profesionální Wrestler                                                                                                | |
| Stone Cold Steve Austin - Kurt Angle - Goldberg - Hulk Hogan - Kevin Nash - The Rock - Sable - The Undertaker         | |